# Terrore sul Mar Nero
Terrore sul Mar Nero (Journey into Fear) è un film del 1943 diretto da Norman Foster basato sul romanzo Viaggio nella paura di Eric Ambler.
Il film ebbe un remake canadese nel 1975, La rotta del terrore, per la regia di Daniel Mann.

## Trama
Howard Graham, un ingegnere americano esperto di artiglieria navale, è diretto con la moglie Stephanie verso il porto sovietico di Batumi, per tornare negli Stati Uniti dopo aver completato i suoi affari con la marina turca. Ad Istanbul, Graham e sua moglie e vengono accolti da Kopeikin, un impiegato turco della compagnia di Graham che, con la scusa di discutere di affari, conduce Graham in un locale e lo presenta alla ballerina Josette Martel e al suo compagno Gogo. Un sicario di nome Banat cerca di uccidere Graham durante un numero di magia, sparando per errore al prestigiatore. Graham viene portato al quartier generale della polizia segreta turca per essere interrogato, e qui il colonnello Haki, capo dei servizi segreti turchi, incolpa dell'omicidio gli agenti tedeschi che cercano di ritardare la modernizzazione alleata della marina turca. Il colonnello mostra a Graham una fotografia di Banat che, sostiene, è agli ordini di un agente nazista di nome Muller, di cui si conosce solo il nome. Haki quindi ordina a Graham di dirigersi segretamente a Batumi a bordo di un cargo, mentre sorveglierà personalmente il viaggio per ferrovia di Stephanie.
I compagni di viaggio di Graham includono Josette e Gogo, Kuvetli, un rappresentante turco di tabacco, il professor Haller, un archeologo tedesco apolitico e Matthews,  un tizio succube della moglie francese. Josette vede che Graham è spaventato e, non sapendo del suo matrimonio, prova ad abbordarlo. Durante la sosta in un porto, Graham viene informato dell'imbarco di un nuovo passeggero, mentre Haller lo avverte che Kuvetli non è chi sostiene di essere. Quando Graham si accorge che il nuovo arrivato è Banat, cerca di farsi sbarcare, ma viene preso per pazzo. Allora, Graham si rivolge a Josette per chiedere aiuto: mentre Gogo tiene impegnato Banat in una partita di poker, Graham cerca invano, nella cabina di Banat, la pistola dell'assassino.
Quando Graham torna nella sua cabina, viene accolto da Haller, armato, e capisce che si tratta di Muller, l'agente nazista. Questi si offre di risparmiare la vita di Graham, ritardando il suo rientro negli Stati Uniti (e rimandando così sine die l'ammodernamento della marina turca) nascondendolo per sei settimane in un ospedale come paziente ammalato di tifo. Muller lo avverte che Kuvetli è un agente turco inviato da Haki e avverte Graham che verrà ucciso se rivelerà il piano al turco. Kuvetli, che stava origliando dalla cabina vicino, informa Graham che il piano di Muller è solo un trucco per farlo scendere dalla nave, prima di ucciderlo. Kuvetli ordina a Graham di fingere di essere d'accordo con il piano, ma prima che la nave attracchi a Batumi, Graham dovrà nascondersi in una cabina vuota mentre l'agente turco organizzerà l'arresto degli agenti tedeschi. Quando, più tardi, Graham trova Kuvetli morto, assassinato da Banat, chiede a Matthews di consegnare un messaggio al console turco a Batumi, per avvisare Haki. Matthews dà al disarmato Graham un coltello a serramanico. 
Giunti a Batumi, Muller e Banat costringono Graham a salire su un'auto in attesa. Quando l'auto fora una gomma, Graham riesce a fuggire e a rifugiarsi nell'albergo dove alloggia sua moglie, ma Muller arriva prima di lui e, fingendosi un collega di Graham, convince Stephanie a raggiungere Haki nella hall, mentre parla di affari col marito. Quando Graham sta per essere ucciso da Banat, Gogo entra nella stanza e questo gli spara. Graham fugge dalla finestra sul cornicione dell'edificio, sotto una pioggia torrenziale, inseguito da Banat e Muller. Intrappolato tra loro, viene salvato quando Haki spara a Muller. Banat ferisce Haki ma, accecato dalla pioggia, perde l'equilibrio e precipita al suolo. 
Nel finale, Haki chiede a Graham come abbia fatto a compiere un gesto così decisivo, dopo essere stato a lungo così indeciso, e questo risponde di essersi semplicemente stancato e che non ne poteva più.

## Produzione
- Il film è conosciuto principalmente per essere "uno dei film di Orson Welles", che vi partecipò come attore, ma che ammise di aver collaborato comunque a diverse fasi della sua realizzazione [1]: dalla sequenza prima dei titoli di testa, alla realizzazione di bozzetti preparatori, alla supervisione generale di diverse scene (quella sul cornicione per esempio, che costò la vita a uno stuntman durante le riprese).
- Welles disse esplicitamente che c'era stata una sorta di "premeditazione" dell'insuccesso del film da parte della RKO [1] per giustificare il suo licenziamento, come già accaduto per L'orgoglio degli Amberson. Anche in questo caso, inoltre, la casa produttrice operò pesanti tagli in fase di montaggio.

## Incongruenze
- È improbabile che la moglie del protagonista potesse arrivare da Istanbul a Batumi prima di lui, viaggiando per ferrovia. Il tortuoso itinerario avrebbe comportato di arrivare prima nell'Armenia sovietica, poi a Tbilisi, capitale della Georgia e, infine, di tornare indietro verso il Mar Nero.
- Il piano, progettato da agenti nazisti, di far ricoverare il protagonista in una clinica "privata", nell'Unione Sovietica.
- La presenza, nell'Unione Sovietica stalinista, del capo dei servizi segreti turchi dedito, tra l'altro, a sparatorie.

## Home video
In Italia il film è stato distribuito su DVD due volte:
- dalla Sony Pictures Entertainment nel 2004, con audio e video restaurati, senza contenuti extra
- dallo studio Dynit per la collana RKO Pictures nel 2014